# Louis de Pastour de Costebelle
 (décembre 2024).
- Si vous ne connaissez pas le sujet, laissez ce bandeau (vous pouvez alors contacter les auteurs).
- Si vous supprimez le contenu mis en cause (vous pouvez préalablement contacter les auteurs),

argumentez précisément cette suppression dans la page de discussion
(un manque de référence n'est pas un argument ; une recherche réelle de référence doit avoir été effectuée, être formellement documentée).
Louis de Pastour de Costebelle, né vers 1658 dans l'actuel département du Gard en France, et mort en 1732, est officier de marine et administrateur colonial français du XVIIIe siècle. Il fait sa carrière dans la Marine royale.

## Biographie

### Origines et famille
Il est le fils de Barthélemy de Pastour, capitaine et le frère de Philippe de Pastour de Costebelle, chevalier de l’ordre de Saint-Louis, gouverneur de l’île Royale, en Nouvelle-France. Ce dernier est marié, en premières noces, à noble demoiselle de Sourdeval, et, en secondes noces, à noble dame veuve Dessaillans, née Anne d’Antremont.

### Carrière dans la marine royale
En 1685, il participe aux siège et bombardement de Tripoli, en 1685 sous les ordres d'Estrées. 
En 1687, il rejoint Terre-Neuve où il est promu lieutenant. En 1689, il est capitaine sur l'île de Saint-Pierre. Dans la nuit du 25 au 26 février 1690, en tant que gouverneur par intérim de Plaisance, il sauve la colonie d'une attaque anglaise. Le 1er janvier 1692, il est nommé enseigne de vaisseau. Le 14 mai 1696, il rentre en France et s'installe au village de Saint-Alexandre (Gard). Il devient viguier comme son père.
Il meurt le 2 mars 1732, il meurt à Saint-Alexandre, où il est enterré, à l'âge de 75 ans.

### Mariage et descendance
En 1697, il se marie, à Tournon, à Catherine de Faurre. De cette union naissent :
- Alexandre, né en 1698, officier de marine, marié à Mlle de Raucher, mort sans enfant;
- François-Barthélemy, seigneur de la Boissière, né en 1700;
- Jean-François, seigneur de Costebelle, né en 1701, chevalier de Saint-Louis, capitaine de vaisseau, retiré avec le brevet de chef d'escadre, mort à Toulon en 1794, célibataire. II s’était distingué au siège de Berg-op-Zoom, en 1747;
- Joseph de Beauregard, mort en 1790.